# Sidste fælles forfader
 For alternative betydninger, se Lua.
Den sidste fælles forfader, LUA (last universal ancestor), også kaldet LUCA (last universal common ancestor) eller cenancestor, er den seneste organisme som alle nulevende organismer på jorden nedstammer fra. 
Hermed er den sidste fælles forfader den mest sene fælles forfader (MRCA, Most Recent Common Ancestor) af alt nulevende liv på jorden. LUA estimeres at have levet omkring 3,5 til 3,8 milliarder år siden (engang i æraen Arkæikum i æonen Prækambrium).
| Citat | A universal common ancestor is at least 102860 times more probable than having multiple ancestors… A model with a single common ancestor but allowing for some gene swapping among species was... 103489 times more probable than the best multi-ancestor model... | Citat |
|       | |       |

Charles Darwin forslog teorien med en universal fælles nedarvning gennem en evolutionær proces i sin bog On the Origin of Species, og sagde, "Therefore I should infer from analogy that probably all the organic beings which have ever lived on this earth have descended from some one primordial form, into which life was first breathed."

## Egenskaber
Baseret på egenskaber i øjeblikket delt af alle uafhængige levende organismer på jorden, er det muligt at udlede de definerende egenskaber af LUCA. 
- Den genetiske kode var baseret på DNA.
  - DNAet var sammensat af fire nukleotider (deoxyadenosine, deoxycytidine, deoxythymidine og deoxyguanosine), for at udelukke andre mulige deoxynukleotider.
  - Den genetiske kode var sammensat af tre-nukleotid codoner, netop producerende 64 forskellige codoner. Siden kun 20 aminosyrer bliver brugt, koder flere codon koder for den samme aminosyre.
  - DNAet blev holdt dobbelttrådet af en skabelon-afhængig DNA polymerase.
  - DNAets integritet blev vedligeholdt af en gruppe af vedligeholdende enzymer, inklusiv DNA topoisomerase, DNA ligase og andre DNA-reparations enzymer. DNAet blev også beskyttet af DNA-bindende proteiner såsom histoner.
- Den genetiske kode blev udtrykt via RNA intermediater, som var enkelt-trådede.
- ...mere på den engelske Wikipedia.